# The Valentines
The Valentines – australijski zespół popowy, działający od 1966–1970, znany przede wszystkim ze swoich wokalistów – Bona Scotta, późniejszego frontmana AC/DC, a także Vince’a Lovegrove’a, który następnie został odnoszącym sukcesy dziennikarzem muzycznym i menedżerem Divinyls.

## Historia
Zespół powstał pod koniec 1966, po połączeniu dwóch grup z Perth – The Spektors i The Winstons. Ich sukces opierał się na wykorzystaniu popularności dwóch poprzednich zespołów i również zainteresowali ludzi dwoma wokalistami, Scottem i Lovegrove’em. Zainspirowani The Rolling Stones, The Beatles i miejscowymi gwiazdami The Easybeats, odnieśli lokalny sukces, a także wydali kilka singli.
Pod koniec 1967, grupa przeniosła się do Melbourne w celu zdobycia większego sukcesu i również zwiedzili kilka innych, dużych miast. Wraz z rozwojem gatunku Bubblegum pod koniec 1968, grupa stała się bardziej popularna, w szczególności dla nastolatek. Kiedy zainteresowanie na Bubblegum już zmalało, The Valentines walczyło o zachowanie wiarygodności w muzyce, mimo że zaczęli wykonywać muzykę rockową. Z różnymi opiniami w zespole, spowodowanymi wybraniem kierunku muzycznego i szeroko nagłośnionymi problemami z narkotykami we wrześniu 1969, grupa zaczęła tracić zaufanie. Mimo że wciąż mieli silną grupę fanów w niektórych regionach kraju, w szczególności w Perth, członkowie The Valentines zadecydowali o rozwiązaniu grupy w sierpniu 1970.
Scott, który zbudował silną reputację jako wokalista, dołączył później do Fraternity, a następnie do AC/DC. Lovegrove stał się wiodącym sukcesy dziennikarzem muzycznym, a gitarzysta Wyn Milsom został inżynierem dźwiękowym.

## Skład
- Bon Scott – wokal (1966–1970; zginął 1980)
- Vince Lovegrove – wokal (1966–1970; zginął 2012)
- Wyn Milsom – gitara (1966–1970)
- Ted Ward – gitara (1966–1969), gitara basowa (1969–1970)
- Bruce Abbott – gitara basowa (1966–1968)
- Warwick Findlay – perkusja (1966–1968)
- John Cooksey – gitara basowa (1968–1969)
- Doug Lavery – perkusja (1968–1969)
- Paddy Beach – perkusja (1969–1970)

## Dyskografia

### Single
- „Every Day I Have to Cry” (Arthur Alexander) / „I Can’t Dance with You” (Steve Marriott, Ronnie Lane) – (maj 1967)
- „She Said” (George Young) / „To Know You Is to Love You” (Phil Spector) – (sierpień 1967)
- „I Can Hear the Raindrops” (Ted Ward, Vince Lovegrove) / „Why Me?” (Ward, Lovegrove) – (luty 1968)
- „Peculiar Hole in the Sky” (Harry Vanda, Young) / „Love Makes Sweet Music” (Kevin Ayers) – (sierpień 1968)
- „My Old Man’s a Groovy Old Man” (Vanda, Young) / „Ebeneezer” (Viv Prince, Dick Taylor) – (luty 1969) 23. miejsce w Australii
- „Nick Nack Paddy Whack” (Lovegrove, Bon Scott, Ted Junko (Ward), John Cooksey, Paddy Beach, Wyn Milsom) / „Getting Better” (Scott, Milsom) – (sierpień 1969)
- „Juliette” (Milsom, Ward, Scott) / „Hoochie Coochie Billy” (Lovegrove, Ward, Milsom) – (luty 1970) 28. miejsce w Australii

### Inne utwory
- „Sooky Sooky” (Don Covay) – (1968)
- „Build Me Up Buttercup” (Mike d’Abo, Tony Macaulay) – (nagranie z występu na żywo w telewizji, 1969)
- „Things Go Better with Coke” (Coca-Cola jingle) – (1969)

### Minialbumy
- The Valentines (Clarion records, 1968)
- My Old Man’s a Groovy Old Man (Philips records, luty 1969)

### Albumy
- The Valentines (kompilacja z 1987) (wydany ponownie w 1988, zatytułowany Seasons of Change: The Early Years 1967–72 and again in 1991, zatytułowany Bon Scott – The Early Years 1967–1972)
- The Sound of the Valentines (kompilacja z 2016, RPM Records)

Kilka albumów i wydań CD zostało wydanych po latach działalności The Valentines.